# Ersan Mondtag
Ersan Mondtag, eigentlich Ersan Aygün (* 1987 in West-Berlin), ist ein deutscher Theaterregisseur.

## Leben
Mondtag, damals Aygün, wuchs als Kind türkischer Gastarbeiter (Gastronom und Hausfrau) in Berlin-Neukölln auf. Aygün wechselte von der Hauptschule aufs Gymnasium und kam durch einen Schüleraustausch nach Washington, D.C. Seine Gastfamilie nahm ihn mit zu klassischen Konzerten und führte ihn in kulturaffine Gesellschaftskreise ein. Aygün beschäftigt sich in Folge mit Kunst-, Film- und Musikgeschichte und ändert seinen Nachnamen in Mondtag.
Er hospitierte zunächst bei Thomas Langhoff, Frank Castorf und Claus Peymann und assistierte dann bei Vegard Vinge, bevor er 2011 an die Otto-Falckenberg-Schule nach München ging.  Er brach das Studium nach zwei Jahren ab und gründete das Kapitæl Zwei Kolektif, das Dauerperformances, experimentelle Partyformen sowie interdisziplinäre Theaterarbeiten konzipierte. Für die Schaustelle der Pinakothek der Moderne realisierte er mit Olga Bach Konkordia, eine neuntägige Dauerperformance. Über die Performance Party # 4 - NSU vom Kapitæl Zwei Kolektif schrieb Rita Argauer 2015 in der Spex:

„Wenn man den Schauder, den einem die Kombination von Party und den NSU-Morden über den Rücken jagt, einmal abgeschüttelt hat, verbirgt sich hinter den Veranstaltungen des Münchner Kapitæl Zwei Kolektifs um Ersan Mondtag ein interessantes Angebot neuerer Popkultur: die Dokumentarparty. Die Performance-Truppe schlägt eine Art realpolitische Keule in den Hedonismus des Nachtlebens, ohne dabei den Sinn der Clubkultur zu verraten. Der Wirklichkeitseinschlag gerät bei der NSU-Party zum Horrorkabinett. Im Club Mixed Munich Arts wurde aus den Gerichtsprotokollen des NSU-Prozesses ein Theaterstück geformt, dessen monströser Wirklichkeitsanspruch durch den Partykontext noch mehr zu schockieren wusste. Gleichzeitig erscheint die Dokumentarparty fast als einzig angemessene Möglichkeit der Reaktion, wenn eine Ecke weiter Beate Zschäpe nicht mehr U2 hört, sondern im Gerichtssaal sitzt.“

In der Spielzeit 2013/14 war Mondtag Mitglied im Regiestudio des Schauspiel Frankfurt und inszenierte dort 2. Sinfonie (2014 beim Radikal Jung Festival), Das Schloss und Orpheus# (2015 beim Radikal Jung Festival in München). 2015 entstand am Staatstheater Kassel sein Stück TYRANNIS, mit dem Mondtag zum Berliner Theatertreffen 2016 eingeladen wurde. Es folgten weitere Gastspiele, u. a. erneut beim Festival Radikal Jung. Das Fachmagazin Theater Heute kürte Mondtag 2016 zum Nachwuchsregisseur des Jahres. Gleichermaßen wurde er in den Kategorien »Bühnenbildner und Kostümbildner des Jahres« ausgezeichnet. Am 9. Februar 2018 wurde am Theater Dortmund Das Internat uraufgeführt, für dessen Inszenierung Mondtag mit dem 3sat-Preis 2019 ausgezeichnet wurde. Das Projekt wurde im selben Jahr zum Theatertreffen nach Berlin eingeladen.
Mondtag inszeniert u. a. am Thalia Theater Hamburg, am Schauspiel Frankfurt, am Schauspiel Köln, am Maxim Gorki Theater Berlin und an den Münchner Kammerspielen.
Die Inszenierung einer Performance zur Eröffnung des Dokumentationszentrums Flucht, Vertreibung, Versöhnung sagte Mondtag mit der Begründung ab, die das Zentrum tragende Stiftung habe zu viel Einfluss auf die Inhalte ausüben wollen. So sollten Hinweise auf die Vereinnahmung des Themas durch rechte Parteien, beispielsweise ein Zitat Björn Höckes, in dem dieser eine „erinnerungspolitische Wende um 180 Grad“ gefordert hatte, entfernt werden.
2024 zeigen Ersan Mondtag und Yael Bartana ihre Arbeiten unter dem Titel Thresholds im Deutschen Pavillon auf der 60. Biennale di Venezia.
Mondtag lebt in Berlin.

## Werke (Auswahl)
- 2015: TYRANNIS, Staatstheater Kassel[9]
- 2016: Die Vernichtung, von Olga Bach und Ersan Mondtag, Konzert Theater Bern[10]
- 2017: I am a Problem, Museum für Moderne Kunst Frankfurt am Main[11]
- 2018: Das Internat, von Ersan Mondtag mit Texten von Alexander Kerlin und Matthias Seier, Theater Dortmund[12]
- 2019: Doktor Alici, von Olga Bach nach Professor Bernhardi von Arthur Schnitzler, Münchner Kammerspiele[13]

## Auszeichnungen
- 2016: Kostümbildner, Nachwuchsregisseur und Nachwuchsbühnenbildner des Jahres (Theater heute) für seine Stückentwicklung Tyrannis[14]
- 2017: Kostüme des Jahres (Theater heute) für Die Vernichtung von Olga Bach[15]
- 2019: 3sat-Preis für Das Internat[16]
- 2020: Oper! Awards "Bester Bühnenbildner" für Der Schmied von Gent von Franz Schreker[17]
- 2022: "Bühnenbildner des Jahres" in der Kritiker-Umfrage der Deutschen Bühne und "beste europäische Opern-Produktion" beim großen Kritikerpreis Frankreichs für Der Silbersee von Kurt Weill[18]
- 2025: Berliner Bär (B.Z.-Kulturpreis)[19]